# El cochecito leré
El cochecito leré es una historieta de la serie Mortadelo y Filemón, la última que su creador, Francisco Ibáñez, realizó para Editorial Bruguera antes de su marcha a Grijalbo. Su título es una referencia a la canción popular de juegos infantiles adaptada por Carmelo Bernaola El cocherito leré. 

## Sinopsis
La "P.E.P.A." (Produktion European Propotype Automobile) ofrece cien millones de dólares a quien consiga fabricar un modelo de automóvil seguro, veloz y no contaminante. Mortadelo y Filemón serán los encargados de probar los modelos de coches fabricados por el Profesor Bacterio.